# Liste des volcans du Nicaragua

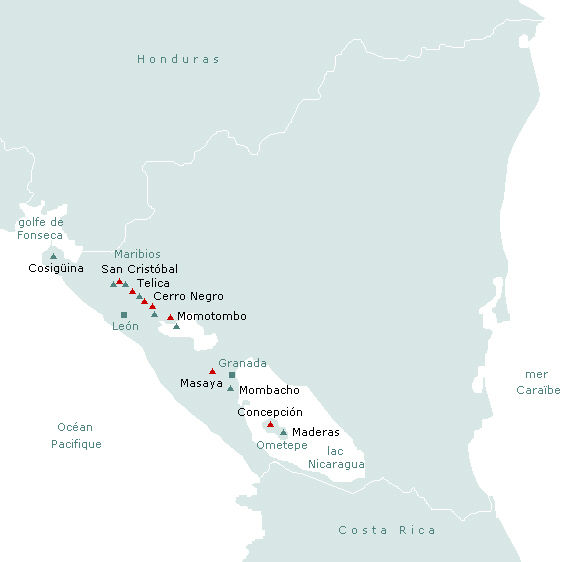
Carte des volcans du Nicaragua

La liste des volcans du Nicaragua, répertorie les volcans de l'arc volcanique d'Amérique centrale qui constitue lui-même un maillon de la ceinture de feu du Pacifique. Ils sont nés de la subduction de la plaque de Cocos sous la plaque caraïbe.
À l'exception du volcán Azul, sur la côte caraïbe, et de l'Estelli, dans les montagnes du nord, ils sont tous alignés sur un axe nord-ouest sud-est, parallèle à la côte pacifique :
- au nord-ouest, dominant le golfe de Fonseca qui sépare le Honduras et le Salvador, se dresse ce qu’il reste du Cosigüina, décapité en 1835 par une des plus violentes éruptions des cinq derniers siècles.
- plus au sud, vers León et Chinandega, se dresse la cordillère volcanique des Maribios (ou Marrabios), longue d'environ 60 km.
- près des villes de Masaya et de Granada, se trouvent le stratovolcan crénelé et verdoyant du Mombacho, la caldeira d’Apoyo, occupée par un lac, et la caldeira du Masaya que se partagent un lac, de vastes champs de lave, et trois cratères dont le cratère actif du Masaya.
- au sud-est, le grand lac Nicaragua compte une île peu commune constituée de deux stratovolcans, le Maderas et le très actif Concepción.

Cet axe volcanique se prolonge au nord-ouest par les volcans du Honduras et du Salvador, et au sud-est par ceux du Costa Rica.

## Liste des volcans, du nord au sud
| Nom                                           | Numéro         | Altitude (m)   | Localisation                           | Type                             | Dernière éruption ou période d'activité |
| Volcans isolés                                | Volcans isolés | Volcans isolés | Volcans isolés                         | Volcans isolés                   | Volcans isolés                          |
| --------------------------------------------- | -------------- | -------------- | -------------------------------------- | -------------------------------- | --------------------------------------- |
| Volcán Azul                                   | 1404-14-       | 201            | 12° 32′ N, 83° 52′ O côte Caraïbe      | Cône de scories                  | Holocène                                |
| Estelí                                        | 1404-131       | 899            | 13° 10′ N, 86° 24′ O montagnes du nord | Volcan fissural                  | Holocène ?                              |
| Cosigüina                                     | 1404-01=       | 872            | 12° 59′ N, 87° 34′ O golfe de Fonseca  | Stratovolcan                     | 1859                                    |
| Cordillère des Maribios (ou Marrabios)        |                |                |                                        |                                  |                                         |
| Chonco                                        |                | 1 165          | 12° 42′ N, 87° 03′ O                   | Stratovolcan                     |                                         |
| San Cristóbal                                 | 1404-02=       | 1 745          | 12° 42′ 07″ N, 87° 00′ 14″ O           | Stratovolcan                     | 2016                                    |
| Casita                                        |                | 1 405          | 12° 41′ 24″ N, 86° 57′ 54″ O           | Stratovolcan                     |                                         |
| Telica                                        | 1404-04=       | 1 061          | 12° 36′ 07″ N, 86° 50′ 42″ O           | Stratovolcan                     | 2016                                    |
| Santa Clara                                   |                | 780            | 12° 34′ 41″ N, 86° 48′ 36″ O           | Stratovolcan                     |                                         |
| Rota ou Orota                                 | 1404-06-       | 832            | 12° 33′ N, 86° 45′ O                   | Stratovolcan                     | Holocène                                |
| Cerro Negro                                   | 1404-07=       | 728            | 12° 30′ 22″ N, 86° 42′ 07″ O           | Cône de scories                  | 1999                                    |
| Las Pilas - El Hoyo                           | 1404-08=       | 1 088          | 12° 29′ 42″ N, 86° 41′ 17″ O           | Volcan complexe                  | 1954                                    |
| Cerro Asososca ou El Tigre                    |                | 818            | 12° 27′ 11″ N, 86° 40′ 30″ O           | Stratovolcan                     |                                         |
| Lac Asososca ou El Tigre                      |                |                | 12° 26′ 02″ N, 86° 39′ 47″ O           | Maar                             |                                         |
| Momotombo                                     | 1404-09=       | 1 297          | 12° 25′ 19″ N, 86° 32′ 24″ O           | Stratovolcan                     | 2016                                    |
| Momotombito                                   |                | 850            | 12° 21′ 04″ N, 86° 28′ 26″ O           | Stratovolcan                     |                                         |
| Province volcanique de Managua-Masaya-Granada |                |                |                                        |                                  |                                         |
| Cerro el Ciguatepe                            | 1404-132       | 603            | 12° 31′ 48″ N, 86° 08′ 31″ O           | Stratovolcan                     | Holocène ?                              |
| Las Lajas                                     | 1404-133       | 926            | 12° 18′ N, 85° 44′ O                   | Volcan bouclier                  | Holocène                                |
| Apoyeque                                      | 1404-091       | 518            | 12° 14′ 31″ N, 86° 20′ 31″ O           |                                  | 2 100 ans BP                            |
| Nejapa-Miraflores                             | 1404-092       | 360            | 12° 07′ N, 86° 19′ O                   | Volcan fissural                  | 2 600 ans BP                            |
| Masaya                                        | 1404-10=       | 635            | 11° 59′ 02″ N, 86° 09′ 40″ O           | Caldeira                         | depuis 2015                             |
| Lac d'Apoyo                                   |                | 468            | 11° 55′ N, 86° 02′ O                   | Caldeira                         | 23 000 ans BP                           |
| Volcan Granada                                | 1404-101       | 300            | 11° 55′ N, 85° 59′ O                   | Volcan fissural cônes de scories | Entre 12 000 et 2 000 ans BP            |
| Mombacho                                      | 1404-11=       | 1 344          | 11° 51′ 43″ N, 85° 58′ 05″ O           | Stratovolcan                     | Holocène                                |
| Zapatera                                      | 1404-111       | 629            | 11° 44′ N, 85° 49′ O                   | Volcan bouclier                  | Holocène                                |
| Île d'Ometepe                                 |                |                |                                        |                                  |                                         |
| Concepción                                    | 1404-12=       | 1 700          | 11° 32′ 17″ N, 85° 37′ 19″ O           | Stratovolcan                     | 2009                                    |
| Maderas                                       | 1404-13-       | 1 394          | 11° 26′ 46″ N, 85° 30′ 54″ O           | Stratovolcan                     | Holocène                                |